# 奥平雅士
奥平 雅士（おくひら まさし、1972年6月22日 - ）は、日本中央競馬会 (JRA) ・美浦トレーニングセンターに所属している調教師。義理の父は奥平真治元調教師、大伯母（祖母の姉）は北野ミヤである。旧姓は斎藤。

## 来歴
- 1995年7月、JRA競馬学校厩務員課程に入学する。
- 1996年1月、美浦・浅野洋一郎厩舎所属の調教厩務員となる。
- 1997年6月、美浦・奥平真治厩舎所属の調教助手となる。
- 2004年2月、調教師免許を取得する。
- 2005年1月17日付で斎藤姓から奥平姓に改姓し、1月21日に厩舎を開業。当時32歳で現役最年少調教師として話題となった。1月30日には初出走となるレースにトマホークが出走するも6着だった。初勝利は3月12日、フジマサミラクルがのべ12頭目で勝利。
- 2006年、クイーンカップをコイウタが制しJRA重賞初勝利を挙げる。
- 2007年、ヴィクトリアマイルをコイウタが制しJRA JpnI (GI) 初勝利を挙げる。
- 2024年2月18日、小倉3Rでクロンヌドラレーヌが1着となり、現役71人目となるJRA通算300勝を達成した[1]。

## 調教師成績
|            | 日付          | 競馬場・開催  | 競走名             | 馬名             | 頭数 | 人気 | 着順 |
| ---------- | ------------- | ------------- | ------------------ | ---------------- | ---- | ---- | ---- |
| 初出走     | 2005年1月30日 | 1回東京2日2R  | 3歳未勝利          | トマホーク       | 15頭 | 14   | 9着  |
| 初勝利     | 2005年3月12日 | 2回中山5日12R | 4歳上1000万下      | フジマサミラクル | 16頭 | 1    | 1着  |
| 重賞初出走 | 2005年3月12日 | 1回阪神5日9R  | 阪神SJ             | メジロアトラス   | 12頭 | 9    | 7着  |
| 重賞初勝利 | 2006年2月18日 | 1回東京7日11R | クイーンC          | コイウタ         | 16頭 | 1    | 1着  |
| GI初出走   | 2005年12月4日 | 5回阪神2日11R | 阪神JF             | コイウタ         | 18頭 | 3    | 6着  |
| GI初勝利   | 2007年5月13日 | 2回東京8日11R | ヴィクトリアマイル | コイウタ         | 18頭 | 12   | 1着  |

## 主な管理馬
※括弧内は当該馬の優勝重賞競走、太字はGI級競走。
- エンゲルグレーセ（2005年クラスターカップ）
- コイウタ（2006年クイーンカップ、2007年ヴィクトリアマイル）
- シャーベットトーン（2007年マーキュリーカップ）
- アルティマトゥーレ（2009年セントウルステークス、2010年シルクロードステークス）

## エピソード
- 調教師研修期間中に馬主でもある堀紘一の経営コンサルト会社でサラリーマン生活を送っていた。
- 2007年4月、ほかの調教師の引退などによりかつて義父・奥平真治厩舎だった厩舎に引っ越した。その際に「運命だね。トイレ1つとっても懐かしい」といったコメントを残した。